# Јустинијан II Ринотмет
Јустинијан II Ринотмет (грч. Ιουστινιανός Β΄, лат. Justinianus II; прва влада: 685—695, друга влада: 705—711) био је источноримски (византијски) цар из Ираклијеве династије. Познат је био по суровости и пустоловинама, али и по томе што је успео да по други пут седне на престо иако му је нос након првог пада био одсечен, што је био преседан, јер се сматрало да царску дужност не може вршити неко ко има неку физичку ману или недостатак.

## Константин
Владавину Јустинијановог оца Константина IV (668—685) обележило је неколико бурних догађаја: одржан је у Цариграду Шести васељенски сабор од 680. до 681. који је осудио монотелитско учење на Истоку; 678. „грчком ватром“ је побеђена арабљанска флота која је опседала Цариград; 680. на североистоку Балкана формирано је држава Бугара; царевој браћи, Ираклију и Тиберију, који су били савладари, одузета су сва права на круну 681. Тада је избила побуна у којој су се припадници анадолијске теме придружили Ираклију и Тиберију, али је цар сурово поступио — не само што браћи није вратио царска достојанства већ им је и одсекао носеве (и тиме их учинио недостојнима царске титуле), а вође војне побуне је погубио.

## Ступање на престо и прва владавина
Када је 685. године цар Константин IV изненада умро са 33 године, престо је наследио његов шеснаестогодишњи син Јустинијан II. Савременици су његову владу описивали као терор, а он је још генерацијама касније био сматран за веома лошег владара, необузданог и славољубивог деспота. Ипак, то није истина — он је држави био веома посвећен и направио је неке кораке који су водили ка томе да Византија поново постане најмоћнија држава од Кине до Атлантског океана. На истоку је одмах дошло до мира — халифа Абдулмалик је повећао данак који је халифат плаћао Константину IV, а приходи из Јерменије, Иберије и са Кипра су подељени између Византије и халифата. Са друге стране, на Балкану, где су огромене масе Словена и Бугара одавно преплавиле царске територије и прекинуле власт Цариграда покренут је рат са циљем обнове царске власти. Године 687/8. Јустинијан је пребацио коњицу из Мале Азије у Европу и већ наредне 688/9. кренуо у поход. Прво је савладао Бугаре у Тракији, а затим се окренуо ка Словенима и ослобођењу пута Солун—Цариград. Солун је био једно од ретких и изолованих упоришта римске власти на Балкану, а победа цара Јустинијана II је прослављена његовим тријумфалним уласком у Солун. Цар је богато даривао цркву Светог Димитрија, заштитника Солуна, а чак је, понесен победом цркви даровао солану. У току рата је заробљено мноштво Словена које је цар населио у Малој Азији, у теми Опсикија, што је допринело колонизацији ове области и њеном снажњењу — цар је одатле могао да формира војску од чак 30.000 људи.
То није била његова једина колонизациона мера — народ Мардаита са арабљанске границе је населио на Пелопонезу, Кефалонији, у епирском Никопољу и код малоазијске Аталеје, а становнике Кипра је населио у опустошеној области Кизика. Пресељавање Кипрана је изазвало гнев халифе, а цар је све његове протесте самоуверено и надмено одбио. Због овога је 691/2. године дошло до рата између Халифата и Царства. У Јерменији, код Севастопоља је римска војска доживела страховит пораз што је резултовало губитком Јерменије у корист Халифата, као и пребегом великог броја Словена у Сирију. Теофан Исповедник, који је почетком 9. века саставио своју хронику, помиње да је цар у наступу беса дао да се побију сви Словени из Опсикије, и жене и деца, али се заправо Словени у овим областима у изворима помињу још у X веку.

## Сукоб са римским папом
Цар Јустинијан II је ушао и у сукоб са римским папом. Васељенски сабор којем је његов отац председавао дао је свештеницима за право да се жене и осудио је пост суботом. То је било супротно од римске праксе, и папа је одбио да призна ове одредбе, што је довело до раскола са Цариградом. Тада је Рим и даље био подложан властима из Цариграда, а Јустинијан је решио да енергично реши тај сукоб — послао је у Италију изасланика који је имао задатак да ухапси папу и доведе га на суд у престоницу. Међутим, царев ауторитет је толико опао у Италији да је равенска и римска милиција приморала изасланика да тражи заштиту од самог папе како би се извукао жив. Ово царско понижење је било огромно, али Јустинијан није успео да се освети — убрзо је изгубио престо.

## Губитак престола
Бескрупулозни, бескомпромисни и насилни цар је настојао да смањи утицај аристократије, а побољша положај малих сељачких и стратиотских поседа, што га је одвело у отворен сукоб са аристократијом. Услед његовог расипништва и намета због градње великог броја велелепних палата, као и пресељавања становништва изгубио је и њихову подршку. Тако је 695. избила побуна под вођством странке плавих у којој су цареви најближи људи, сакеларије Стефан, руководилац финансија и логотет државне благајне Теодот пали као жртве, а цар је изгубио трон и нос. Осакаћени и збачени цар је послат у прогонство у Херсон, а странка плавих је за цара прогласила Леонтија, стратега теме Хеладе.

## Прогонство и повратак на престо
У току владавине Леонтија (695—698) и његовог наследника Тиберија III (698—705) рат са Арабљанима је кулминирао — изгубљена је северноафричка обала заувек, падом Картагинског егзархата 697. године. То и смена на престолу 698. године (која је такође била преврат, у којој је побуњена византијска флота, под вођством странке зелених довела Апсимара, друнгарија приморске теме Кивиреота на престо под именом Тиберије II) су пробудиле Јустинијанов необуздани дух у жељи да поврати престо. Локалне власти у Херсону су приметиле његово сумњиво понашање и намеравале су да га изруче Цариграду. Јустинијан је био на време обавештен, па је успео да побегне хазарском кану. На хазарском је двору био лепо примљен, а чак се и оженио кановом сестром, која је прешла у хришћанство и узела име Теодора. Али ни ту није имао мира — Тиберије је послао посланство које је од Хазара захтевало Јустинијаново изручење, али је лукави пребег успео опет да побегне, и то ником другом него Бугарима. Са њиховим каном Тервелом (702 — око 718) успоставио је пријатељство и 705. заједно су се појавили пред Цариградом на челу огромне бугарско-словенске војске. Ипак, та војска је могла да учини много против страшних цариградским зидинама, тако да је Јустинијан прибегао лукавству. Знајући да у граду и даље има присталице, он се са својим најближим људима провукао у град кроз једну водоводну цев. У граду је настала пометња, а сам цар Тиберије II је срамно побегао. У јесен 705. неустрашиви и унакажени цар се поново домогао свог престола, после десет година лутања и пустоловина и формалне дисквалификације одсецањем носа. Тад је добио надимак Ринотмет („Безноси“ на грчком), а након њега ником више није нос одсечен да не би вршио царску дужност — касније су збачене цареве, претенденте или узурпаторе радије убијали.

## Друга владавина
Кан Тервел је због својих заслуга добио ексклузивну царску титулу цезара. Та титула никад раније није била дата неком страном владару, али ту није био крај Јустинијанове награде — приликом примања поздрава византијског народа имао је ту част да седи поред цара, после чега се богато дарован вратио у Бугарску. Ако је награда помагачима била великодушна, одмазда над непријатељима је била страховита и сурова. Тад је о њему створена историјска слика као о суровом тиранину — збачени Леонтије и у бекству ухваћени Тиберије II изложени су били јавној порузи, након чега су погубљени; патријарху Калинику, који је крунисао Леонтија ископане су очи, а многи високи официри су повешани дуж цариградских зидина. Ту није био крај — невероватно крволочан и жељан освете, Јустинијан II је заборавио на државне послове и скоро у потпуности се посветио истребљењу оних који су допринели његовом свргнућу и сакаћењу.
Арабљани су његов „покољ“ искористили и заузели изузетно важну пограничну тврђаву Тијану 709. године. Одатле су скоро без проблема 710. и 711. године допрли чак и до Хрисопоља.
Равена, која је за време његове прве владавине заузела непријатељски став према њему доживела је судбину сличну његовим осталим противницима — Јустинијан је у Равенски егзархат послао казнену експедицију која је страховито опустошила и опљачкала град, епископу су ископане очи, а најугледнији Равењани су оковани и погубљени у Цариграду. Рим ипак није доживео ту судбину: папа Константин је 710. дошао у посету цару у Цариград где је лепо примљен, а сукоб је изглађен.

## Коначни пад
У току побуне у Равенском егзархату 710/711. Јустинијан је послао другу казнену експедицију у кримски град Херсон, која је била још свирепија. Све то заједно, довело је до поновне побуне против цара. Прво се побунило становништво Херсона, а затим и царска војска, а за њом и флота. То је био коначни крај за Јустинијана II — за цара је извикан Јерменин Филипик Вардан, и када се на челу флоте појавио пред Цариградом 711. град му је отворио капије. Цар није више имао никога да га заштити, и убио га је један његов официр, као и његовог малог сина Тиберија. Његова глава је послата у Рим и Равену где је јавно истакнута. То је означило крај Ираклијеве династије.